# جيسون ألون بتلر
جيسون ألون بتلر (مواليد 17 يوليو 1986)  موسيقي أمريكي وناشط سياسي    من إنجلوود ، كاليفورنيا. اشتهر بأنه المغني الرئيسي السابق لفرقة Letlive لما بعد المتشددين. وهو حاليًا جزء من فرقة rapcore Fever 333 وفرقة Pressure Cracks المتشددة.
يشتهر جيسون ألون بتلر بأدائه المسرحي غير المنتظم، والذي يتضمن حركة عالية الطاقة بدون توقف، وإجراءات رقص، وتحطيم الأشياء الموجودة على خشبة المسرح، وتصفح الجمهور بشكل متكرر، وتسلق مراحل المهرجان.  

## سيرة شخصية

### حياة سابقة
وُلِد جيسون ألون بتلر ونشأ في إنجلوود ، كاليفورنيا حيث أُجبر على بلوغ مرحلة النضج أسرع من كثيرين آخرين في مثل عمره. هو نجل ألون بتلر، المغني الرئيسي في فرقة الروح آلون. نشأ مع أب أسود وأم بيضاء (من غلاسكو، اسكتلندا)، واجه جيسون ألون بتلر في بعض الأحيان صعوبة في التكيف مع الكثير من الأطفال البيض في مدرسته الابتدائية، حيث كانوا يسألون أحيانًا عن سبب كون والدته بيضاء وليس والده.

### مهنة موسيقية
نشأ جيسون ألون بتلر مع والده كونه جزءًا من المشهد الموسيقي، وكانت الموسيقى دائمًا جزءًا أساسيًا من حياة جيسون ألون بتلر،  على الرغم من أن عمه من اسكتلندا هو الذي قدمه لموسيقى الروك. اشترى له ألبومات "Sixteen Stone" لبوش و "OK Computer" لراديوهيد. ويذكر أن بوش لا يزال فرقته المفضلة. تشمل الإلهامات المبكرة الأخرى فنانين مثل جيمس براون ومايكل جاكسون.
ليتلايف
اجتمع جيسون ألون بتلر مع كيان مجدي وأليكس هيثورن وكريستيان جوهانسن وبن شارب في عام 2002 ليشكلوا فرقة Letlive ، وهي فرقة ما بعد المتشددين مقرها لوس أنجلوس. أصدرت الفرقة أربعة سجلات كاملة، وتم توقيعها على Epitaph Records. يحتوي كل مقطع صوتي على كلمات تأتي من تجارب شخصية طوال حياة جيسون ألون بتلر لم يتمكن من قولها بأي طريقة أخرى غير الموسيقى. يذكر جيسون ألون بتلر أنه في كتابه "التاريخ المزيف "، "كان أكثر تخوفًا من قول أشياء معينة، لكنه تحدى نفسي لقول هذه الأشياء في كتاب" أجمل ما في السواد ". تم إصدار الألبوم الكامل الرابع والأخير للفرقة بعنوان If I'm The Devil في 10 يونيو 2016. في 28 أبريل 2017، أعلنت الفرقة انفصالها عبر مواقع التواصل الاجتماعي. كان جيسون ألون بتلر العضو الأصلي الوحيد المتبقي في Letlive في وقت تفككهم.
333- Fever
بعد انفصاله عن Letlive ، تعاون جايسون مع عازف الجيتار السابق The Chariot ستيفن هاريسون وعازف الطبل في Night Verses Aric Improta لإنشاء Fever 333 في يوليو 2017، وهي فرقة رابكور كان لها أداء لأول مرة في موقف سيارات متجر دونات. في 12 أغسطس 2017، أطلقت الفرقة أغنيتها الأولى المسجلة في الاستوديو «نحن قادمون» والتي تستهدف الشرطة. تم إصدار EP Made An America لأول مرة في Fever 333 في 23 مارس وأعطته Wall of Sound 8/10 مشيرة إلى أنه «خام، قوي الضرب وفي وجهك، ولكنه لن يؤدي فقط إلى ضخ الدم وتحريك الجسم، آمل أن تتعلم شيئًا أو شيئين عن السبب والحركة وراء الفرقة وكيف ينوون استخدام أصواتهم من أجل الصالح العام للأمريكيين وأولئك الذين يشعرون بآثار ظلم السلطة حول العالم»  في 18 يناير 2019، أصدرت الفرقة ألبومها الكامل الأول Strength in Numb333rs وقامت بجولة كاملة مع Bring Me The Horizon and Thrice .

### أيها السادة في الحياة الحقيقية
ابتكر جيسون ألون بتلر خط الملابس الخاص به المسمى "Gentlemen in Real Life" أو GIRL في مقابلة مع مجلة Blunt Magazine ، صرح جيسون ألون بتلر أنه كان دائمًا متحمسًا للأزياء والملابس منذ نشأته بلا شيء. فنانه للخط، جوناثان وايتهيد، هو فنان حسن السمعة معروف حول ساوث باي. تصدر العلامة التجارية كل أسبوع عنصرًا جديدًا، بدءًا من الملابس والإكسسوارات وحتى الصابون والزيوت. تحاول الفتاة إعادة تعريف ما يعنيه أن تكون رجلاً نبيلًا وكيف سيقدم الرجل نفسه.

### 333 Wreckords Crew
في أكتوبر 2019، أسس جيسون ألون بتلر شركة التسجيلات المستقلة غير الهادفة للربح 333 Wreckords Crew ، قائلاً: «في رأيي، سوف يزدهر هذا المجتمع بسبب تركيزه الفريد على الأخلاق، والتقدم، والهيكلة التكافلية، وبالطبع فن المنشطات». يشمل الموقعون نوفا توينز  وحرب العصابات.

## الحياة الشخصية
يتبع جيسون ألون بتلر أسلوب حياة مستقيم، وعلى الرغم من أنه «كان مجموعة من الأشخاص الذين تعرفت عليهم»، إلا أنه لديه موقف متشكك تجاه الحركة الآن لأنها «أظهرت لي أجزاءً من الثقافة التي نبذت وكانت تكره هؤلاء تمامًا. التي لا تشترك». في مقابلة مع Noisey ، صرح جيسون ألون بتلر أنه كان يقظًا منذ الطفولة لأنه لم يعجبه «أحلام الحمى» و «طريقة التفكير الغريبة» التي تسببها المخدرات.  وقد أعرب عن أن سلوكه المتهور «قد يبدو مثل التخلي عن الذات، وإنما هو ببساطة مجرد لي أسمح لنفسي أشعر بشيء أنني لم أتمكن من أي وقت مضى أن يشعر يكبرون»  ، وأنه لا يؤمن أداء أي الأفعال التي تسبب الأذى للآخرين.
تزوج جيسون ألون بتلر من الموسيقية النيوزيلندية جين ويجمور في سبتمبر 2014. في يونيو 2017، أعلن الزوجان أنهما كانا يتوقعان طفلًا. ولد ابنهما الأول باسكال ناشوبا بتلر في 7 سبتمبر 2017. رحبوا بابنهم الثاني في مارس 2020.

## ديسكغرفي
شقوق الضغط
- شقوق الضغط - EP (2018)
- هذا يسمى البقاء على قيد الحياة - EP (2020)

FEVER 333
- صنع أمريكا (2018)
- القوة في Numb333rs (2019)

ليتلايف.
- تحدث كأنك تتحدث (2005)
- التاريخ المزيف (2010)
- أجمل سواد (2013)
- إذا كنت أنا الشيطان... (2016)

### الظهور كضيف شرف
| عام  | أغنية                            | فنان                | البوم او مفرد            | مصدر          |
| ---- | -------------------------------- | ------------------- | ------------------------ | ------------- |
| 2011 | "سرطان"                          | ميت وإلهي           | العداء                   | [ 28 ]        |
| 2012 | "لست المنشود"                    | انتقالك             | العصر الذهبي             | [ 29 ] [ 30 ] |
| 2012 | "لا أستطيع إحضار لي"             | الملك بلوز          | تحيا النضال              | [ 31 ]        |
| 2012 | "متشابكة في الهروب العظيم"       | بيرس الحجاب         | اصطدم بالسماء            | [ 32 ]        |
| 2013 | "ضع Em Up"                       | ألفين ريسك          | الوجبات السريعة          | [ 33 ]        |
| 2013 | "أيادي المقص"                    | تبتعد عن مسار       | مجهول                    | [ 34 ]        |
| 2013 | "جربه" (ضع مزيجًا)                | سكريلكس وألفين ريسك | حاول                     |               |
| 2014 | "واسعة"                          | الشبح في الداخل     | ايها الشباب              | [ 35 ]        |
| 2015 | "أسقف زجاجية ملونة"              | سنوات العجائب       | لا أقرب إلى الجنة        | [ 36 ]        |
| 2017 | "يصطدم"                          | الشمندر الدموي      | الخداع الإلكتروني العظيم | [ 37 ]        |
| 2017 | "ثمن المعيشة" (يضم دينيس ليكزين) | إيكا فاندال         | إيكا فاندال              | [ 38 ]        |
| 2019 | "ضربة لي"                        | المستخدم            | القلب                    | [ 39 ]        |
| 2020 | ''أحلام محطمة''                  | فريسنو (فرقة)       | أحلام محطمة              | [ 40 ]        |